# متاپروسکالین
متاپروسکالین (به انگلیسی: Metaproscaline) با فرمول شیمیایی C۱۳H۲۱NO۳ یک ترکیب شیمیایی است. که جرم مولی آن ۲۳۹٫۳۱۱ g/mol می‌باشد.